# Ingenuino Dallago
Ingenuino Dallago detto Ino (Cortina d'Ampezzo, 16 marzo 1910 – Cortina d'Ampezzo, 9 luglio 1999) è stato un combinatista nordico e saltatore con gli sci italiano.

## Biografia
In carriera ha partecipato a un'edizione dei Giochi olimpici invernali, Lake Placid 1932 (17° nella combinata nordica, 16° nel salto con gli sci), e a varie edizioni dei Campionati italiani, vincendo due medaglie.

## Palmarès

### Combinata nordica

#### Campionati italiani
- 1 medaglia[4]:
  - 1 argento (individuale nel 1933)

### Salto con gli sci

#### Campionati italiani
- 1 medaglia[5]:
  - 1 oro (trampolino normale nel 1931)